# 双河镇 (九寨沟县)
双河镇，原为双河乡，是中华人民共和国四川省阿坝藏族羌族自治州九寨沟县下辖的一个乡镇级行政单位。2019年12月，撤销罗依乡，将其所属行政区域划归双河镇管辖。

## 行政区划
双河镇下辖以下地区：
中和村、朝阳村、松柏村、团结村、草坪村、黄阳村、张家梁村、各条村、下甘座村和上甘座村。